# Эске
Эске (англ. Eske, ирл. Abhainn na hIascaigh) — река в Ирландии, начинающаяся в Лох-Эске на юго-востоке графства Донегол, протекающая западнее города Донегол и впадающая в залив Донегол. Длина всей реки — 5 километров, и Донегол — единственное крупное поселение, через которое она протекает. Несмотря на размеры, река является известным рыболовным местом. Через реку перекинуто 6 мостов (Lough Eske Bridge, Thrushbank Bridge, безымянный бетонный мост, Iron Bridge, и другие).